# 千代が丘 (神戸市)
千代が丘（ちよがおか）は、兵庫県神戸市垂水区の町名。郵便番号は655-0018。

## 地理
垂水区南部の西垂水地区（旧西垂水村）に位置する。東は千鳥が丘、北は潮見が丘、南は上高丸、西は星陵台に接する。

## 交通

### バス
- 山陽バス
- 神戸市バス